# 김방희
김방희(金芳熙, 1964년~)는 대한민국의 생활경제연구소 소장이다.

## 주요 경력
- 1989년 서울경제신문 기자
- 1990년 한신경제연구소 연구원
- 1990년 시사저널 경제부 기자 및 팀장
- 대통령 직속 동북아시대위원회 외국인투자유치전문위원
- 시사평론가
- 생활경제연구소 소장

## 학력
- 서울대학교 대학원 경영학 석사
- 서울대학교 경영학 학사

## 수상
- 1999년 MBC 방송대상 라디오 부문 우수상
- 2007년 제9회 KBS 바른언어상

## 저서
- 탁월한 결정 vs 치명적 실수
- 2001년 한국경제해법 (2001년 1월 22일)
- 직장인 필독서 책 읽는 대한민국 01 (2007년 7월 1일)

## 방송
- 1999년 1월 1일 ~ 2004년 1월 27일 MBC 표준FM 《손에 잡히는 경제 김방희입니다》 진행
- 2006년 3월 13일 ~ 2007년 4월 27일 KBS 1TV 《생방송 세상의 중심 - 클릭! 세상事》 출연
- 2006년 4월 24일 ~ 2006년 11월 3일 KBS 제1라디오 《김방희, 지승현의 시사 플러스》 진행
- 2006년 11월 6일 ~ 2008년 4월 18일 KBS 제1라디오 《김방희, 조수빈의 시사 플러스》 진행
- 2008년 4월 21일 ~ 2008년 11월 14일 KBS 제1라디오 《김방희의 시사 플러스》 진행
- 2008년 11월 17일 ~ 2014년 4월 4일, 2018년 9월 3일 ~ 2023년 3월 16일 KBS 제1라디오 《성공예감 김방희입니다》 진행